# Equipotencial

Equipotenciais eletrostáticos calculados (contornos pretos) entre duas esferas eletricamente carregadas

Em matemática e física, um equipotencial ou isopotencial refere-se a uma região no espaço onde cada ponto está no mesmo potencial. Isso geralmente se refere a um potencial escalar (nesse caso, é um conjunto de nível do potencial), embora também possa ser aplicado a potenciais vetoriais. Um equipotencial de uma função de potencial escalar no espaço n-dimensional é tipicamente um espaço (n − 1)-dimensional. O operador del ilustra a relação entre um campo vetorial e seu campo potencial escalar associado. Uma região equipotencial pode ser referida como sendo "de equipotencial" ou simplesmente ser chamada de "equipotencial".
Uma região equipotencial de um potencial escalar no espaço tridimensional é frequentemente uma superfície equipotencial (ou isosuperfície potencial), mas também pode ser um sólido matemático tridimensional no espaço. O gradiente do potencial escalar (e, portanto, também o seu oposto, como no caso de um campo vetorial com um campo potencial associado) é em todos os lugares perpendicular à superfície equipotencial e zero dentro de uma região equipotencial tridimensional.
Os condutores elétricos oferecem um exemplo intuitivo. Se a e b são quaisquer dois pontos dentro ou na superfície de um determinado condutor, e dado que não há fluxo de carga sendo trocado entre os dois pontos, então a diferença de potencial é zero entre os dois pontos. Assim, um equipotencial conteria ambos os pontos a e b, pois eles têm o mesmo potencial. Estendendo esta definição, um isopotencial é o lugar geométrico de todos os pontos que têm o mesmo potencial.
A gravidade é perpendicular às superfícies equipotenciais do potencial de gravidade [en] e, em eletrostática e correntes elétricas constantes, o campo elétrico (e, portanto, a corrente, se houver) é perpendicular às superfícies equipotenciais do potencial elétrico (tensão).
Na gravidade, uma esfera oca tem uma região equipotencial tridimensional no interior, sem gravidade da esfera (ver teorema da casca). Em eletrostática, um condutor é uma região equipotencial tridimensional. No caso de um condutor oco (gaiola de Faraday), a região equipotencial inclui o espaço interno.
Uma bola não será acelerada para a esquerda ou para a direita pela força da gravidade se estiver em repouso sobre uma superfície plana e horizontal, porque é uma superfície equipotencial. Para a gravidade da Terra, a isosuperfície geopotencial correspondente (o equigepotencial [en]) que melhor se ajusta ao nível médio do mar é chamada de geoide.